# TV Star Meikan
 (août 2017).
Si vous disposez d'ouvrages ou d'articles de référence ou si vous connaissez des sites web de qualité traitant du thème abordé ici, merci de compléter l'article en donnant les références utiles à sa vérifiabilité et en les liant à la section « Notes et références ».
 (août 2017).
 (août 2017).
Le contenu est difficilement compréhensible vu les erreurs de traduction, qui sont peut-être dues à l'utilisation d'un logiciel de traduction automatique.
TV Star Meikan (TVスター名鑑, Terebi Sutā Meikan) est un annuaire de personnalités de la télévision japonaise du Tokyo News Service, qui se lance dans l'automne chaque année. TV Star Meikan a été publié pour la première fois en 1992. En commémorant le 30e anniversaire du lancement du magazine d'information télévisée TV Guide en tant que numéro spéciale supplémentaire (numéro 15 octobre) il a été publié (la couverture avant est TV Star Meikan, sur la couverture arrière est TV Guide Rinji Zōkan: Heisei 4-nen 10 tsuki 15-nichi-gō '92 Tv Star Meikan noté avec un titre différent).
Dans cet article, il décrira également Web-ban TV Star Meikan (Web版TVスター名鑑, Webu-ban Terebi Sutā Meikan) et son magazine sœur Fresh Star Meikan (フレッシュスター名鑑, Furesshu Sutā Meikan).